# Seseli intramongolicum
Seseli intramongolicum är en flockblommig växtart som beskrevs av Yu Chuan Ma. Seseli intramongolicum ingår i släktet säfferötter, och familjen flockblommiga växter. Inga underarter finns listade i Catalogue of Life.